# Ausbau Brückenkrug
Ausbau Brückenkrug ist eine Wüstung im Gebiet der Woiwodschaft Westpommern in Polen. 
Die Wüstung liegt in Hinterpommern, etwa 80 Kilometer nordöstlich von Stettin, etwa 1 Kilometer südlich des Dorfes Czartkowo (Brückenkrug) nahe dem linken Ufer der Mołstowa (Molstow).
Der Wohnplatz Ausbau Brückenkrug wurde bei der Aufsiedlung des Rittergutes von Brückenkrug Ende des 19. Jahrhunderts angelegt. Er bestand aus vier Höfen und zählte (Stand 1905) 29 Einwohner. Er gehörte zunächst zum Gutsbezirk Brückenkrug und wurde mit dessen Auflösung im Jahre 1906 in die Gemeinde Reselkow eingegliedert. Auf dem amtlichen Messtischblatt war der Wohnplatz nicht mit seinem Namen „Ausbau Brückenkrug“, sondern nur mit dem Hinweis „zu Brückenkrug“ verzeichnet.
Bis 1945 bildete Ausbau Brückenkrug einen Wohnplatz in der Gemeinde Reselkow und gehörte mit dieser zum Kreis Kolberg-Körlin in der preußischen Provinz Pommern. Nach 1945 kam Ausbau Brückenkrug, wie ganz Hinterpommern, an Polen. Heute liegt der Ort wüst. Die Wüstung liegt im Gebiet der polnischen Gmina Rymań (Landgemeinde Roman). 